# Bicyclus milyas
Bicyclus milyas е вид пеперуда от семейство Многоцветници (Nymphalidae). Видът не е застрашен от изчезване.

## Разпространение и местообитание
Разпространен е в Бенин, Буркина Фасо, Гамбия, Гана, Гвинея, Гвинея-Бисау, Демократична република Конго, Етиопия, Кения, Мали, Нигерия, Сенегал, Сиера Леоне, Того, Уганда и Южен Судан.
Обитава гористи местности, савани, крайбрежия и плажове.